# Summer Magic (Red Velvet)
Summer Magic è il sesto EP in lingua coreana (settimo complessivo) del gruppo musicale sudcoreano Red Velvet, pubblicato il 6 agosto 2018 dalla SM Entertainment.

## Tracce
1. Power Up – 3:22 (testo: Kenzie – musica: Jonatan Gusmark (Moonshine), Ludvig Evers (Moonshine,)Cazzi Opeia (Sunshine), Ellen Berg Tollbom (Sunshine))
2. With You (한 여름의 크리스마스?, Yeoreum-ui KeuriseumaseuLR, lit. A Summer's Christmas) – 3:27 (testo: Jeon Ji-eun (January 8th (lalala Studio)), Hwang Seon-jeong (January 8th (lalala Studio)), Kim Jeong-mi (January 8th (lalala Studio)), Baek Geum-min (Song Carat), Lee Soo-jung (Song Carat) – musica: Nermin Harambašić, Anne Judith Wik, Jin Suk Choi, Hugo Solis, Gionata Caracciolo (Gabesco))
3. Mr. E – 3:38 (testo: Kenzie – musica: Kenzie, Sebastian Lundberg (Trinity Music),Fredrik Häggstam (Trinity Music), Johan Gustafsson (Trinity Music), Courtney Woolsey)
4. Mosquito – 3:11 (testo: Seo Ji-eum – musica: Teddy Riley (Red Rocket), Lee Hyun-seung (Red Rocket), Dominique "DOM" Rodriguez (Red Rocket), Daniel "Obi" Klein, Ylva Dimberg (The Kennel))
5. Hit That Drum – 3:12 (testo: Misfit – musica: Ronny Svendsen, Nermin Harambašić ,Anne Judith Wik, Blair MacKichan)
6. Blue Lemonade – 3:16 (testo: Seo Ji-eum – musica: Lee Joo-hyoung (MonoTree), Nopari (MonoTree), Cazzi Opeia (Sunshine))
7. Bad Boy (English Ver.) – 3:28 (testo: Whitney Phillips)

Traccia esclusiva dell'edizione iTunes
1. Red Radio – 11:18

## Classifiche

### Classifiche settimanali
| Classifica (2018) | Posizione massima |
| ----------------- | ----------------- |
| Corea del Sud     | 1                 |
| Giappone          | 12                |

### Classifiche di fine anno
| Classifica (2018) | Posizione |
| ----------------- | --------- |
| Corea del Sud     | 30        |